# خوسيه غونزاليس غانوزا
خوسيه غونزاليس غانوزا (بالإسبانية: José González Ganoza)‏ (مواليد 10 يوليو 1954) هو لاعب كرة قدم. يلعب مع منتخب بيرو لكرة القدم. سبق له أن لعب في كأس العالم لكرة القدم مع منتخب بلاده.

## روابط خارجية
- خوسيه غونزاليس غانوزا على موقع الاتحاد الدولي (مؤرشف)  (الإنجليزية)
- خوسيه غونزاليس غانوزا على موقع قاعدة بيانات كرة القدم.إي يو (الإنجليزية)
- خوسيه غونزاليس غانوزا على موقع ناشيونال فوتبول تيمز (الإنجليزية)